# Castell d'Aspelt
El Castell d'Aspelt (en luxemburguès: Schlass Uespelt; en francès: Château d'Aspelt) situat a Aspelt al sud de Luxemburg, és un castell d'arquitectura barroca construït el 1590, sobre el lloc que ocupava un castell medieval del segle xi. Es troba en procés de renovació.

## Història
Els orígens del Castell d'Aspelt semblen originar-se abans de 1100, quan un castell amb fossat va ser construït a l'indret, possiblement sobre ruïnes romanes. La primera referència escrita sobre el castell es troben a les cróniques d'Echternach de Theoderich von Wied de l'any 1132. Les bases rodones de les torres gòtiques pertanyen probablement al segle xiv, mentre que l'edifici actual es va acabar el 1590 amb següents transformacions portades a terme per les famílies propietaries de Ruelle, Kempt i Burthé. El 1777, els Martinys van ampliar el palau i van instal·lar noves finestres barroques a les torres. L'any 1957, es va restaurar la planta baixa de la torre sud-oest.